# Conservadorismo verde

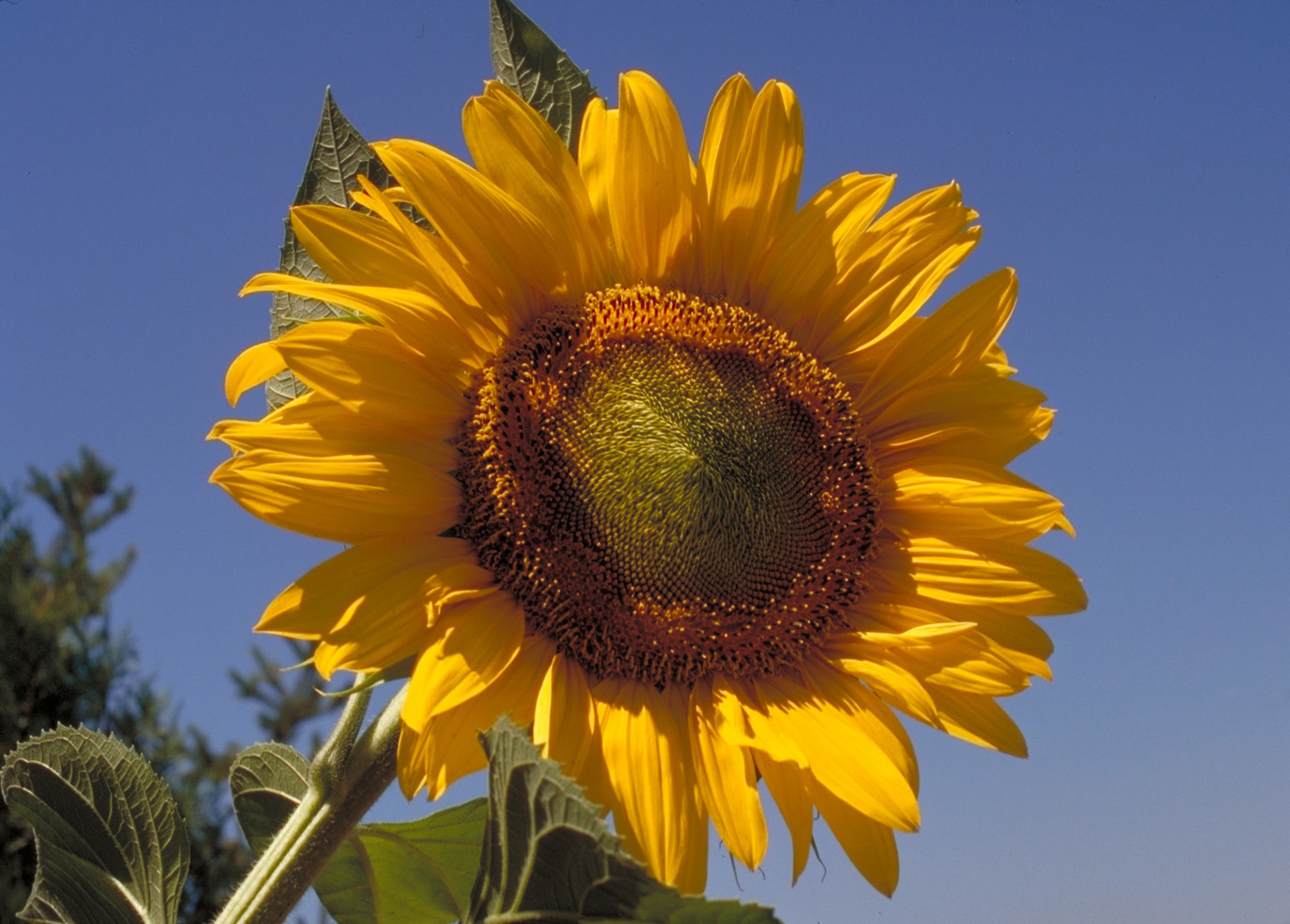
O Girassol é um reconhecido internacionalmente como símbolo das políticas Verdes.

O conservadorismo verde, ou conservadorismo ambientalista, é uma vertente conservadora que incorporara preocupações ambientais em sua ideologia. As variantes do conservadorismo verde são mais comuns onde movimentos conservadores preexistentes são mais fortes, especialmente nas nações anglófonas.

## Origens
A preocupação ambiental foi expressa por políticos e filósofos conservadores ao longo da história do conservadorismo moderno, com Edmund Burke (o fundador filosófico do conservadorismo moderno), nas suas Reflexões sobre a Revolução na França, citado como dizendo: "a terra, o tipo e a mãe igual de todos não deve ser monopolizada para fomentar o orgulho e o luxo de qualquer homem".

## Ideologia
O nascimento de correntes "ambientalistas" no cenário político conservador ocorreu na Europa e na América do Norte na década de 1980, seguindo a formação de movimentos e partidos políticos de inspiração ecologistas, e em reação aos danos e prejuízos causados ao património artístico-ambiental a partir do processo de industrialização. Esta corrente tradicional do movimento verde interpreta a ação ecológica principalmente em termos compensatórios e defensivos, como uma resposta à deterioração do habitat natural, sem no entanto abordar as consequências sociais desse processo.
Portanto, o conservadorismo verde combina os princípios do conservadorismo clássico, como respeito pela tradição, família e religião, com questões relativas à defesa e proteção do meio ambiente, típicas da ideologia ecologista. O expoente máximo do pensamento conservador na sua variante ecologista é o filósofo britânico Roger Scruton, segundo o qual:
| “ | Conservadorismo e conservação são, na verdade, dois aspectos de uma única política de longo prazo, que é a dos recursos económicos. Esses recursos incluem capital social embutido em leis, costumes e instituições; eles também incluem o capital material contido no meio ambiente e o capital económico contido numa economia livre, mas governada por leis. O propósito da política, nessa perspectiva, não é reorganizar a sociedade no interesse de uma visão geral ou ideal, como igualdade, liberdade ou fraternidade. É manter uma resistência vigilante às forças entrópicas que corroem o nosso património social e ecológico. O objetivo é passar para as gerações futuras e, se possível, melhorar a ordem e o equilíbrio de que somos curadores temporários. | ” |
|   | — Roger Scruton , Green Conservatism. |   |

A combinação de conservadorismo e ecologismo também é proposta por outro filósofo político britânico, John Gray:
| “ | Muitas das concepções centrais do conservadorismo tradicional têm uma congruência natural com as preocupações dos Verdes: a ideia... do contrato social, não como um acordo entre indivíduos anónimos, mas como um pacto entre as gerações de vivos, mortos e aqueles que ainda não nasceram; o ceticismo dos conservadores sobre o progresso e a consciência das suas ironias e ilusões; resistência conservadora a novidades não testadas e experimentos sociais em grande escala; e, talvez acima de tudo, o princípio conservador tradicional de que a fluoração individual só pode ocorrer no contexto de formas de vida comuns. | ” |
|   | — James GS Marshall , What Does Green Mean? The History, People, and Ideas of the Green Party in Canada and abroad. |   |

No complexo do vasto e heterogéneo movimento ambientalista, a corrente politicamente conservadora representa uma minoria, visto que movimentos e partidos políticos, em todo o mundo, são na sua maioria atribuíveis à esquerda do espectro político. De facto, ao contrário dos outros grupos pertencentes à ideologia ambientalista, que têm uma visão globalista sobre os temas que o caracterizam, o conservador centra a sua atenção, de forma prioritária, na preservação dos ambientes, paisagens, comunidades e práticas locais. No último aspecto, a afinidade do conservadorismo verde com o conservadorismo nacional é evidente. Outro elemento de diferença é o apoio dado em geral ao liberalismo no campo económico.
A nível político, o expoente máximo do "conservadorismo verde" é considerado o político conservador britânico David Cameron, ex-primeiro-ministro do Reino Unido de 2010 a 2016.

## Variáveis

### Alemanha
Na Alemanha, o Partido Democrático Ecológico foi formado por dissidentes de direita da Aliança 90/Os Verdes. O partido tem foco em questões ambientais e na promoção do direito à vida (oposição ao aborto, à eutanásia e à pena de morte).

### Brasil
O antigo Partido Ecológico Nacional reuniu pautas ambientais com representantes das posições político-filosóficas conservadoras.

### Canadá
No Canadá, o termo foi popularizado em 2006 pelo fundador do Partido Reformista do Canadá Preston Manning. Manning argumentou que o Conservadorismo canadense com suas fortes raízes rurais terá que conciliar, mais cedo ou mais tarde, a necessidade de crescimento econômico com a proteção do meio ambiente.

### Estados Unidos
Um dos primeiros usos do termo conservadorismo verde foi feito pelo ex-Presidente republicano da câmara Newt Gingrich, num debate sobre as questões ambientais com John Kerry.
Nos Estados Unidos, o Partido Republicano é geralmente considerado o partido mais conservador. A conservação ambiental desempenhou um papel importante na gestão do ex-Presidente Teddy Roosevelt. O conservadorismo Verde despontou com a criação de grupos ambientais, como o ConservAmerica, que visa a fortalecer o partido republicano sobre as questões ambientais e apoiar esforços para conservar recursos naturais e proteger a saúde do meio ambiente.
Os Independent Greens of Virginia (ou Indy Greens) definem-se como "conservadores do senso comum". O partido na última década foi liderado por diversos ambientalistas em campanhas federais e estaduais. Os Indy Greens solicitam o equilíbrio do orçamento federal pelo pagamento da dívida federal.
O Partido Republicano há muitos anos defende a proteção do meio ambiente. O Presidente republicano Theodore Roosevelt foi um conservador de destaque cujas políticas levaram à criação do Serviço Nacional de Parques. O presidente republicano Richard Nixon foi responsável pela criação da Agência de Proteção Ambiental dos Estados Unidos, em 1970.
Mais recentemente, o governador republicano da Califórnia Arnold Schwarzenegger foi criticado ao processar o Governo Federal e a Agência de Proteção Ambiental dos Estados Unidos pelo direito de emitir mais gazes poluentes do que os pré-definidos pela normal Federal.
Durante a Presidência de George W. Bush, o governo aumentou o investimento federal no desenvolvimento de energia renovável e de energia nuclear, além de incentivar a confecção de combustíveis como o etanol como uma forma de ajudar os EUA atingir a independência energética. John McCain, candidato à presidência em 2008, apoiou o Comércio internacional de emissões. Alguns republicanos, no entanto, defendem o aumento da exploração de petróleo em áreas protegidas, uma posição que tem atraído fortes críticas de ativistas ambientais.
Na eleição de 2012 as causas ambientais do Partido Republicano enfraqueceram com o candidato Mitt Romney declarando sua oposição ao Comércio internacional de emissões e expressando ceticismo sobre as atividades humanas entre as Causas do aquecimento global.

### Japão
No Japão, a Assembleia Verde (Midori no Kaigi), surgiu durante a gestão do partido conservador reformista Sakigake. A assembleia combina a ideologia conservadora com uma plataforma ecológica.

### Portugal
O primeiro partido em Portugal a colocar o ecologismo no centro da sua agenda política foi o Partido Popular Monárquico, fundado pelo arquiteto paisagista Gonçalo Ribeiro Telles, o nome maior do conservadorismo verde no país. Aliás, foi Gonçalo Ribeiro Telles que, na qualidade de Sub-Secretário de Estado do Ambiente (1974-1975), criou a Comissão Nacional de Ambiente, o Serviço Nacional de Parques, Reservas e Património Paisagístico (mais tarde Instituto da Conservação da Natureza e actualmente Instituto da Conservação da Natureza e da Biodiversidade), o Serviço de Estudos do Ambiente e as Comissões Regionais de Ambiente. Enquanto Ministro de Estado e da Qualidade de Vida, assumiu um papel preponderante no estabelecimento de um regime sobre o uso da terra e o ordenamento do território, ao criar as zonas protegidas da Reserva Agrícola Nacional, da Reserva Ecológica Nacional e as bases do Plano Diretor Municipal. Enquanto deputado na Assembleia da República teve responsabilidades nas propostas da Lei de Bases do Ambiente, da Lei da Regionalização, da Lei Condicionante da Plantação de Eucaliptos, da Lei dos Baldios, da Lei da Caça, e da Lei do Impacte Ambiental.
Anos mais tarde, em 1993, Gonçalo Ribeiro Telles lideraria uma dissidência do Partido Popular Monárquico que viria a dar origem ao Partido da Terra.

### Reino Unido
O Partido Conservador no Reino Unido sob a gestão de David Cameron prometeu uma agenda verde que incluía propostas destinadas a impostos sobre estacionamentos automobilísticos, contenções sobre o crescimento desenfreado de aeroportos, impostos sobre a gasolina e restrições à publicidade de automóveis. As medidas foram sugeridas pelo The Quality of Life Policy Group, que foi criado por Cameron para ajudar a combater a mudança climática.
Cameron tem repetidamente falado sobre abraçar questões "verdes", e fez desse discurso um dos pontos estratégicos de sua campanha eleitoral. O primeiro-ministro criou uma comissão independente para garantir que as metas de redução de emissões sejam atendidas. No entanto, a estratégia de Cameron de liderar o "governo mais preocupado com questões ambientais da história da Inglaterra" foi contestada pelo Partido Verde da Inglaterra e do País de Gales, que alega que Cameron "tem mostrado pouco interesse genuíno na agenda da sustentabilidade".
Zac Goldsmith, ex-candidato conservador para a prefeitura de Londres de 2016 se descreve como um ambientalista. Ele recebeu o Prêmio Global em 2004.

## No mundo
- Alemanha: Partido Democrático Ecológico
- Brasil: Partido Ecológico Nacional
- Dinamarca: Partido Popular Conservador[25]
- França: Movimento Ecológico Independente
- Letónia: Partido Verde Letão
- Lituânia: União dos Camponeses e Verdes Lituanos
- México: Partido Verde Ecologista do México
- Portugal: Partido Popular Monárquico e Partido da Terra

## Pensadores
Alguns pensadores conservadores verdes de referência são:
- Edmund Burke[3] (1729-1797)
- Roger Scruton[6] (1944-2020)